# Majevica
La Majevica è una bassa catena montuosa nel nord-est della Bosnia Erzegovina. Si trova tra la Semberija, la Posavina e il Cantone di Tuzla. La sua vetta più alta è Stolice, circa 16 chilometri a est di Tuzla, nell'estrema parte sud-orientale della catena.